# Canton de Grez-en-Bouère
Pour les articles homonymes, voir Grez.
Le canton de Grez-en-Bouère est une ancienne division administrative française située dans le sud-Mayenne du département de la Mayenne et de la région Pays de la Loire. Depuis la loi de 2014 il est rattaché au canton de Meslay-du-Maine.

## Géographie
Ce canton était organisé autour de Grez-en-Bouère dans l'arrondissement de Château-Gontier. Son altitude variait de 27 m (Bouessay) à 122 m (Grez-en-Bouère) pour une altitude moyenne de 85 m.

## Histoire
Le territoire cantonal faisait partie de la sénéchaussée angevine de Château-Gontier dépendante de la sénéchaussée principale d'Angers depuis le Moyen Âge jusqu'à la Révolution française. 
En 1790, lors de la création des départements français, une partie de Haut-Anjou a formé le sud mayennais sous l'appellation de Mayenne angevine.

## Représentation

### Conseillers généraux de 1833 à 2015
| Période | Période      | Identité                                  | Étiquette    | Qualité |
| ------- | ------------ | ----------------------------------------- | ------------ | --- |
| 1833    | 1852         | Charles-Guillaume Sourdille de La Valette |              | Professeur au collège de Fontainebleau (Seine-et-Marne) en 1813 et 1814, homme de lettres, maire de Villiers-Charlemagne en 1822, député (1839-1848) |
| 1852    | 1861         | Joseph Ernest Bellier-Chauvelais          |              | Médecin, juge de paix à Grez-en-Bouère, conseiller d'arrondissement |
| 1861    | 1878 (décès) | Ernest-Louis Le Lasseux                   |              | Avocat, propriétaire, maire de L'Huisserie (1846-1878), député (1871) |
| 1878    | 1886         | Joseph Godivier                           | Républicain  | Médecin à Bouère |
| 1886    | 1892         | Vicomte Christian de Villebois-Mareuil    | Droite       | Avocat, maire de Grez-en-Bouère en 1827, député (1889-1893 et 1906-1914) |
| 1892    | 1904         | Joseph Godivier                           | Républicain  | Médecin à Bouère |
| 1904    | 1921 (décès) | Charles Gandon père                       | Républicain  | Négociant, éleveur, maire de Grez-en-Bouère |
| 1922    | 1928         | Victor Gazon                              |              | Entrepreneur de travaux publics à Saint-Brice |
| 1928    | 1940         | Charles Rousseau (1889-1949)              |              | Huissier à Grez-en-Bouère |
|         |              |                                           |              | |
| 1945    | 1976         | Hubert Le Motheux du Plessis (1899-1987)  | DVD          | Propriétaire, maire de Saint-Brice |
| 1976    | 1982         | Jean Kerleaux                             | DVD          | Médecin, conseiller municipal de Bouère |
| 1982    | 2015         | Norbert Bouvet                            | RPR puis UMP | Chef d'entreprise, maire de Villiers-Charlemagne depuis 1995, vice-président du conseil général, président de la CdC du Pays de Meslay-Grez, député suppléant d'Henri de Gastines (1981-1986 et 1988-1997) élu en 2015 dans le canton de Meslay-du-Maine |

### Conseillers d'arrondissement (de 1833 à 1940)
| Période                                  | Période      | Identité                                               | Étiquette    | Qualité |
| ---------------------------------------- | ------------ | ------------------------------------------------------ | ------------ | --- |
| 1833                                     | 1848         | Louis Bruneau                                          |              | Propriétaire, maire de Grez-en-Bouère |
| 1848                                     | 1852         | Joseph Ernest Bellier-Chauvelais                       |              | Médecin, juge de paix à Grez-en-Bouère |
|                                          |              |                                                        |              | |
| 1855                                     | 1880 (décès) | Joseph Jean Chevallier-Chantepie (1808-1880)           |              | Industriel, président du conseil d'arrondissement, propriétaire à Laval                                                                                 |
| 1880                                     | 1892         | Gustave Edmond Henri de Sars (1848-1936)               |              | Propriétaire à Curécy, Saint-Loup-du-Dorat, maire de Saint-Brice                                                                                        |
| 1892                                     | 1904         | Charles Gandon père                                    |              | Conseiller municipal de Grez-en-Bouère |
| 1904                                     | 1914 (décès) | Vicomte Albert de Sars (1875-1914, fils de G. de Sars) | Conservateur | Officier, docteur en droit, propriétaire à Saint-Loup-du-Dorat, mort pour la France, disparu le 28 septembre 1914 près de Beaucourt-sur-l'Ancre (Somme) |
| 1914                                     | 1919         | siège vacant                                           |              | |
| 1919                                     | 1925         | Césaire-Michel Lottin                                  |              | Propriétaire à Mézangers, maire de Bouère |
| 1925                                     | 1940         | Charles Gandon fils                                    | Républicain  | Négociant, éleveur, maire de Grez-en-Bouère |
| 1940                                     |              |                                                        |              | Les conseils d'arrondissement ont été suspendus par la loi du 12 octobre 1940 et n'ont jamais été réactivés                                             |
| Les données manquantes sont à compléter. |              |                                                        |              | |

Le canton participait à l'élection du député de la deuxième circonscription de la Mayenne.
Source : Répertoire numérique des annuaires administratifs de la Mayenne. https://archives.lamayenne.fr/archives-en-ligne/ead.html?id=FRAD053_2NUM242&c=FRAD053_2NUM242_e0000017&qid=

## Composition

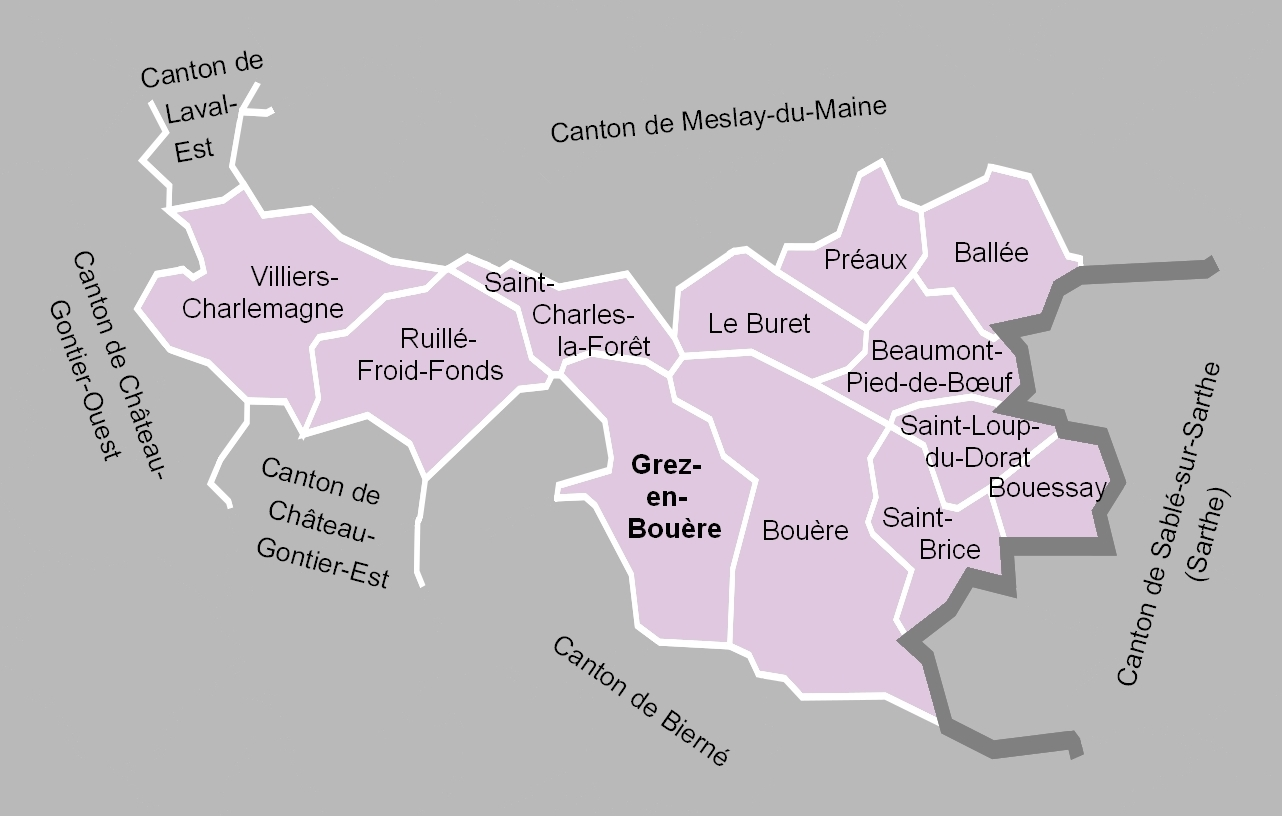
La carte des communes du canton. Les cantons limitrophes étaient ceux de Laval-Est, de Meslay-du-Maine, de Sablé-sur-Sarthe, de Bierné, de Château-Gontier-Est et de Château-Gontier-Ouest.

Le canton de Grez-en-Bouère comptait 6 916 habitants en 2012 (population municipale) et groupait douze communes :
- Ballée ;
- Beaumont-Pied-de-Bœuf ;
- Bouère ;
- Bouessay ;
- Le Buret ;
- Grez-en-Bouère ;
- Préaux ;
- Ruillé-Froid-Fonds ;
- Saint-Brice ;
- Saint-Charles-la-Forêt ;
- Saint-Loup-du-Dorat ;
- Villiers-Charlemagne.

À la suite du redécoupage des cantons pour 2015, toutes les communes sont rattachées au canton de Meslay-du-Maine.

### Anciennes communes
Le territoire cantonal n'incluait aucune commune absorbée après 1795,.

## Démographie
| 1962  | 1968  | 1975  | 1982  | 1990  | 1999  | 2006  | 2011  | 2012  |
| ----- | ----- | ----- | ----- | ----- | ----- | ----- | ----- | ----- |
| 6 733 | 6 293 | 5 639 | 5 536 | 5 507 | 5 930 | 6 616 | 6 904 | 6 916 |